# Enicospilus henrytownesi
Enicospilus henrytownesi är en stekelart som beskrevs av Chao och Tang 1991. Enicospilus henrytownesi ingår i släktet Enicospilus och familjen brokparasitsteklar. Inga underarter finns listade i Catalogue of Life.